# Marion Messina
Marion Messina (geb. 1990 in Grenoble) ist eine französische Schriftstellerin. In Deutschland wird Messina als eine der einflussreichsten zeitgenössischen französischen Autorinnen gefeiert, oft in einem Atemzug mit Michel Houellebecq genannt, jedoch mit einer stärkeren Betonung auf Ironie und gesellschaftskritischer Schärfe.

## Leben
Messinas Kindheit war von den Präsidentschaften von Jacques Chirac bis Emmanuel Macron geprägt, eine Zeit, in der das politische Vertrauen ihrer Generation erheblich litt. Dies wird auch in ihren Werken erkennbar, die oft eine dystopische Sicht auf die französische Gesellschaft bieten. Messina erlebte die Gelbwestenbewegung hautnah, was seinen literarischen Ausdruck fand in Themen wie sozialer Ungerechtigkeit und politischer Apathie. Sie studierte zunächst Politikwissenschaft in Québec und dann in Frankreich Agrarwissenschaft und Literaturwissenschaft. Anschließend begann sie als Schriftstellerin und freie  Journalistin zu arbeiten (mit Beiträgen u. a. für die Wochenzeitschrift Marianne).

## Wirken
Messinas Schreibstil wird als zynisch und präzise beschrieben. Ihr Debütroman Fehlstart (franz. „Faux départ“, franz. EA 2017, dt. EA 2020) schildert das Leben einer jungen Frau aus der Arbeiterklasse, die an den Herausforderungen der modernen Gesellschaft scheitert. Der Roman wurde für seine humorvolle und schonungslose Darstellung des Alltags und erotischer Beziehungen gelobt. Messinas zweites Werk Die Entblößten (franz. „La peau sur la table“, franz. EA 2023, dt. EA 2024) beschreibt eine nahe Zukunft, in der soziale und wirtschaftliche Missstände die französische Gesellschaft prägen. Der Originaltitel spielt an auf ein Zitat von Louis-Ferdinand Céline über das Schreiben: „Si vous ne mettez pas votre peau sur la table, vous n’avez rien. Il faut payer.“ Der Roman erschien 2024 auch als deutsches Hörbuch. Beide Werke beleuchten die Kluft zwischen den urbanen Eliten und den Menschen in der Provinz, ein wiederkehrendes Thema in ihren Büchern.